# Diga Rhythm Band
Die Diga Rhythm Band war eine indisch beeinflusste Weltmusik-Band, bestehend aus elf Perkussionisten, die aus der Tal Vadya Rhythm Band hervorging. Sie wurde am Ali Akbar College of Music in San Rafael (Kalifornien) von Tabla-Meister Zakir Hussain, dem Sohn des Alla Rakha gegründet.

## Bandgeschichte
1975 wurde die Band offiziell in Diga Rhythm Band umgetauft, als der Grateful-Dead-Schlagzeuger Mickey Hart hinzukam. Neben Hart und Hussain waren alle weiteren Musiker internationale Studenten des Ali Akbar College of Music.
Zusammen ging man 1975 und 1976 auf Tournee. Dazu wurden einige amerikanische Gastmusiker eingeladen, deren bekanntester Grateful-Dead-Gitarrist Jerry Garcia war.
Mickey Hart produzierte auch das einzige Album der Band Diga, welches 1976 unter dem Label Grateful Dead Records veröffentlicht wurde. Das Album wurde jedoch mehrmals neu veröffentlicht unter anderem auf Rykodisc (eine Tochtergesellschaft der Warner Music Group) und Video Arts. Das Album selber wurde in Harts eigenem Studio in Novato, Kalifornien produziert.
Nachdem Grateful Dead ihre Pause 1976 beendeten, kehrte Hart zurück und verließ die Diga Rhythm Band, hielt jedoch weiterhin Kontakt mit Hussain und spielte später wieder mit ihm zusammen, unter anderem bei Planet Drum. Die Diga Rhythm Band löste sich auf.

## Diskografie

### Alben
- Diga (1976, Grateful Dead Records)

### Singles
- Happiness Is Drumming / Razooli (1976, United Artists)

### Kompilationbeiträge
- For Dead Heads (UK release) Various Artists (1976, Round Records / United Artists)
- Welcome To Our World – 1990 Various Artists (1990, Rykodisc)
- Around The World (For A Song) Various Artists (1991, Rykodisc)
- The Best Of Both Worlds, Various Artists (1995, Rykodisc)
- Over The Edge And Back Mickey Hart (2002, Rykodisc)
- 20: Rykodisc Twentieth Anniversary Various Artists (2004, Rykodisc)